# Eunhaesa
Eunhaesa est un temple principal de l'Ordre Jogye du bouddhisme coréen.  Il est situé à Cheongtong-myeon, Yeongcheon, dans la province de Gyeongsangbuk-do, en Corée du Sud.  Il se trouve sur les pentes orientales du Palgongsan (1193 m), non loin d'un autre temple important, Donghwasa.

## Histoire
Le temple a été fondé par le précepteur national Hyecheol en 809. Le nom signifie " temple de la mer d'argent ".  Le nom original était " temple de la mer tranquille ", Haeansa.  Après que le temple original ait brûlé au sol, après la guerre d'Imjin, dans les années 1590, il a été déplacé à son emplacement actuel et nommé Eunhaesa.

## En savoir plus